# Willem van de Velde de Jonge

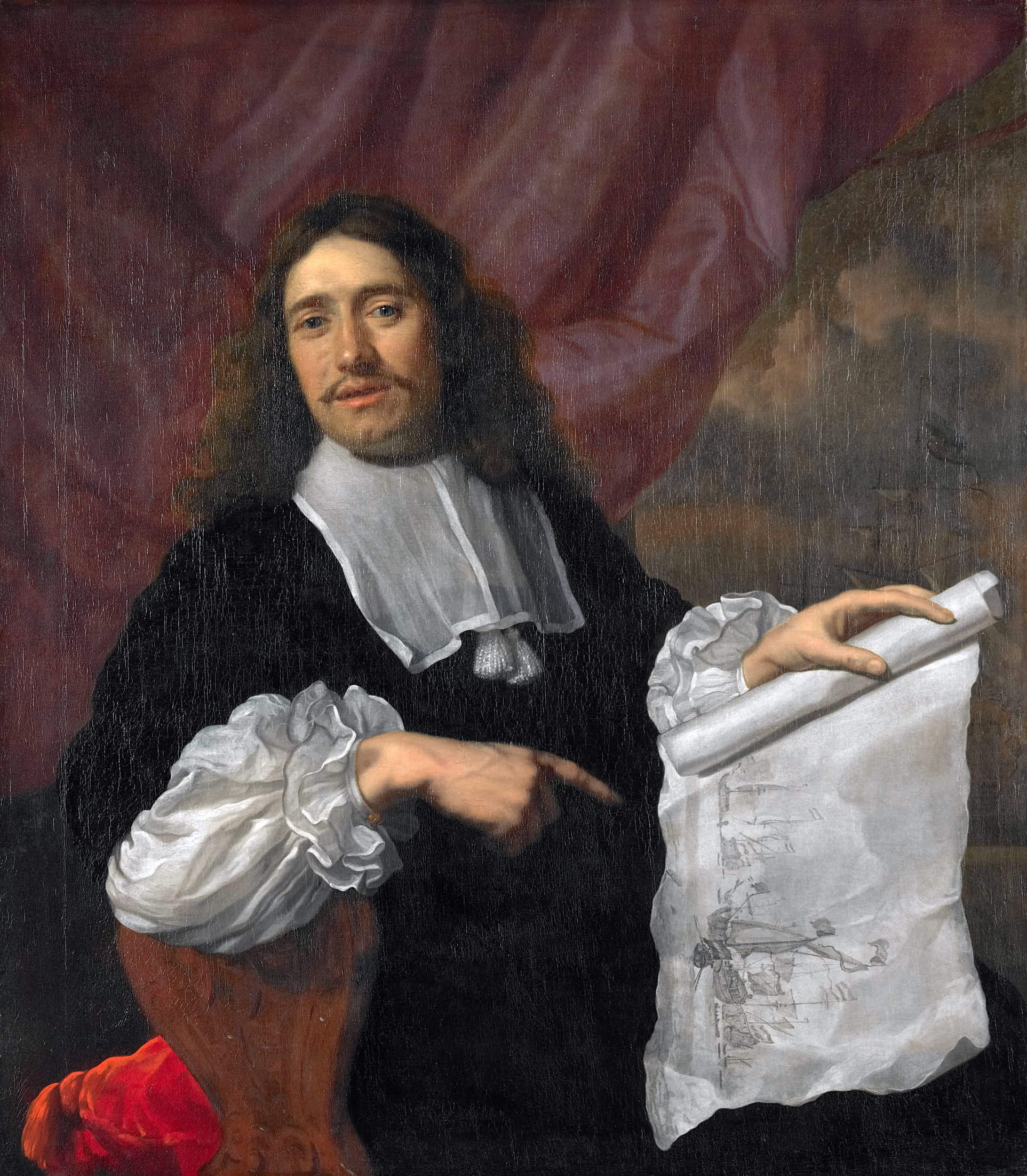
Portret van Willem van de Velde door Lodewijk van der Helst, 1672, Rijksmuseum, Amsterdam

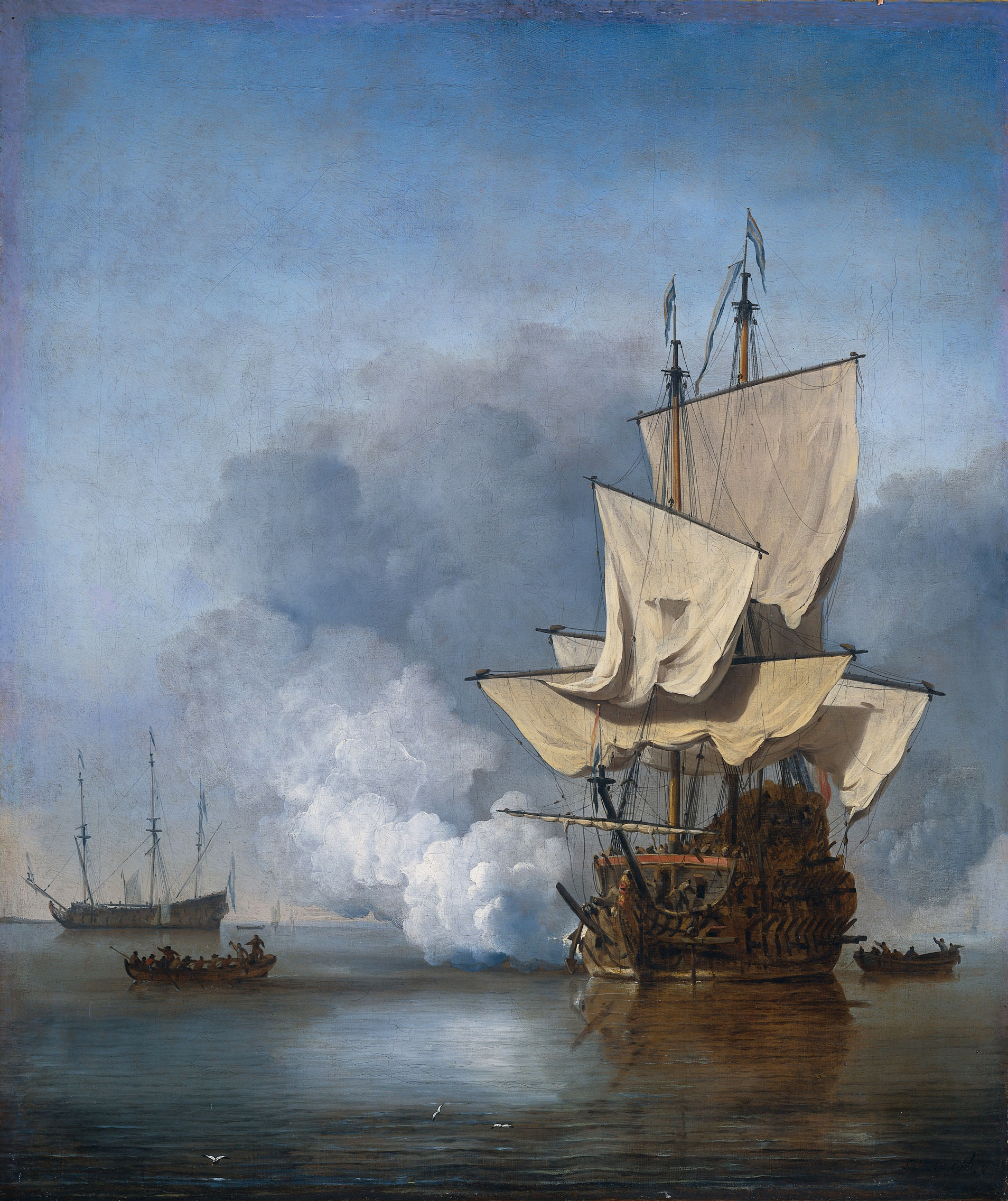
Het kanonschot, ca. 1680, Rijksmuseum, Amsterdam

Willem van de Velde, de Jonge (Leiden, 1633 – Londen, 6 april 1707) was een Nederlandse schilder die net als zijn vader, Willem van de Velde de Oude was gespecialiseerd in marines. Hij was de broer van Adriaen van de Velde, een landschapschilder.

## Leven en werk
Willem van de Velde werd opgeleid door zijn vader, waarna hij op vijftienjarige leeftijd in de leer ging bij de gereputeerde zeeschilder Simon de Vlieger. Willem werd al snel beroemd. Hij was een tegenhanger van zijn vader Willem van de Velde de Oude, wiens werk wordt gekenmerkt door monochroom realisme. Willem van de Velde was actief in Amsterdam, waar hij woonde met zijn gezin. Hij schilderde in het begin meestal rustige zeegezichten met groepen vissersboten voor de kust.
In 1672, aan het begin van de Derde Engels-Nederlandse Oorlog, ten gevolge van de economische ineenstorting door de Franse invasie, verhuisde hij samen met zijn vader naar Londen. Daar koos hij voor andere onderwerpen. Hij concentreerde zich op scheepsportretten van de koninklijke Engelse jachten en van oorlogsbodems. Twee jaar later, in 1674, werd hij aangesteld door Karel II van Engeland, om voor een salaris van 100 pond voor hem te komen werken. Hij schilderde zeeslagen, vaak op basis van zijn vaders tekeningen. De hertog van York, de latere koning Jacobus II van Engeland, was een van zijn beschermheren. Willem van de Velde woonde eerst in Queen's House in Greenwich en verhuisde in 1691 naar Westminster.
Zijn naam was spoedig gemaakt in Engeland. Zijn schilderijen van de Engelse vloot hingen aan de muren van het koninklijk hof. Hij werd in Engeland spoedig beschouwd als een van de grootste marineschilders van zijn tijd. Zijn werken waren zeer duur en hij vergaarde hierdoor een aanzienlijk fortuin. De Engelsen kochten zoveel mogelijk de werken op die hij in Holland en elders had gemaakt. Hierdoor werden ze zo zeldzaam dat ze in één jaar in prijs verdubbelden. Zijn latere werken zetten de toon van de Engelse marineschilderijen in de 18de eeuw.
Het beste van Van de Velde zijn de delicate en afgewerkte verbeeldingen van de Hollandse kust met Nederlandse scheepvaart. Ook de tuigage van de schepen en de vele figuren zijn gedetailleerd en correct weergegeven. De schilder wist zowel de kalme als de stormachtige zee zeer goed af te beelden.

## Galerij

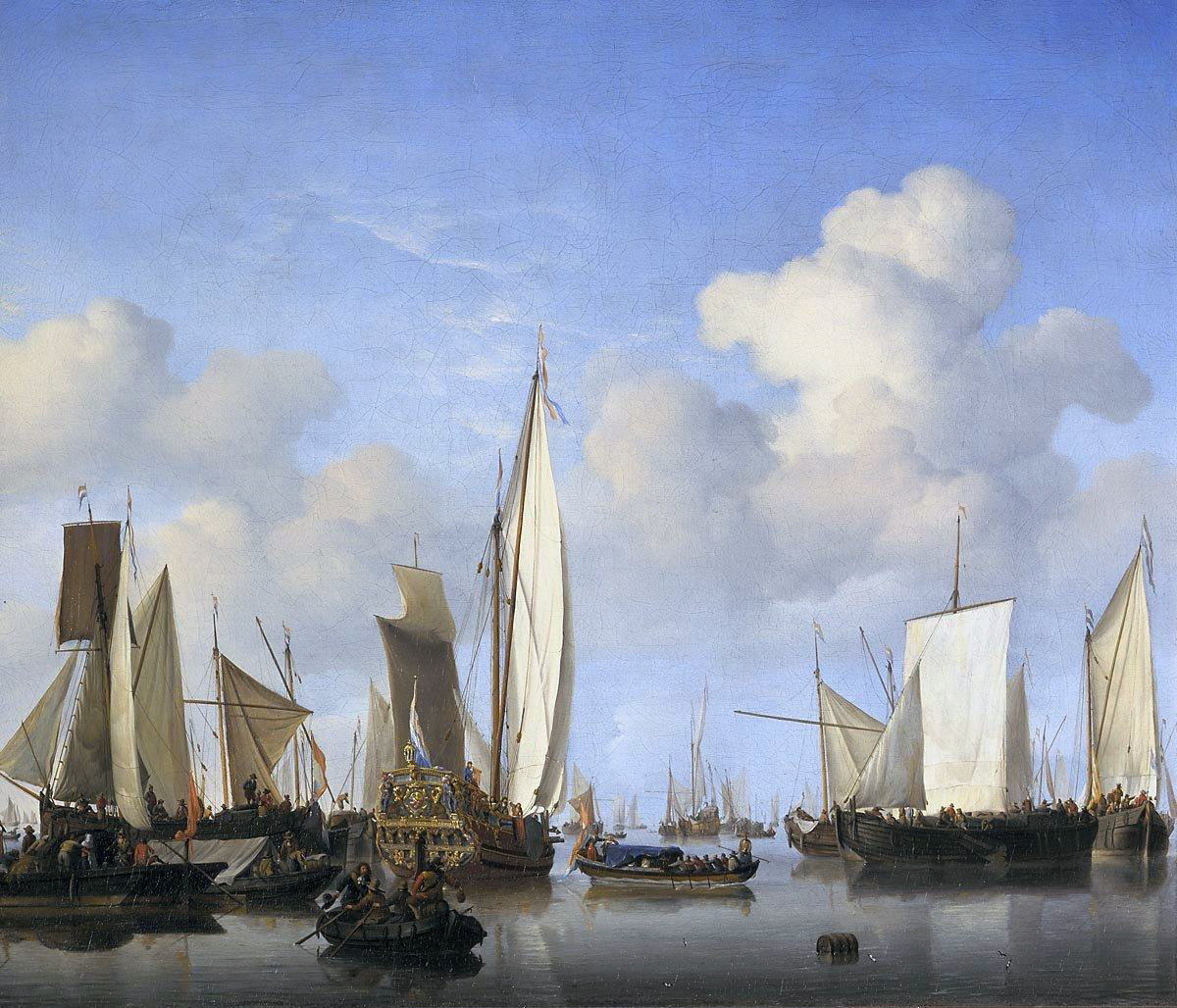
Schepen op de rede, ca. 1658, Mauritshuis, Den Haag
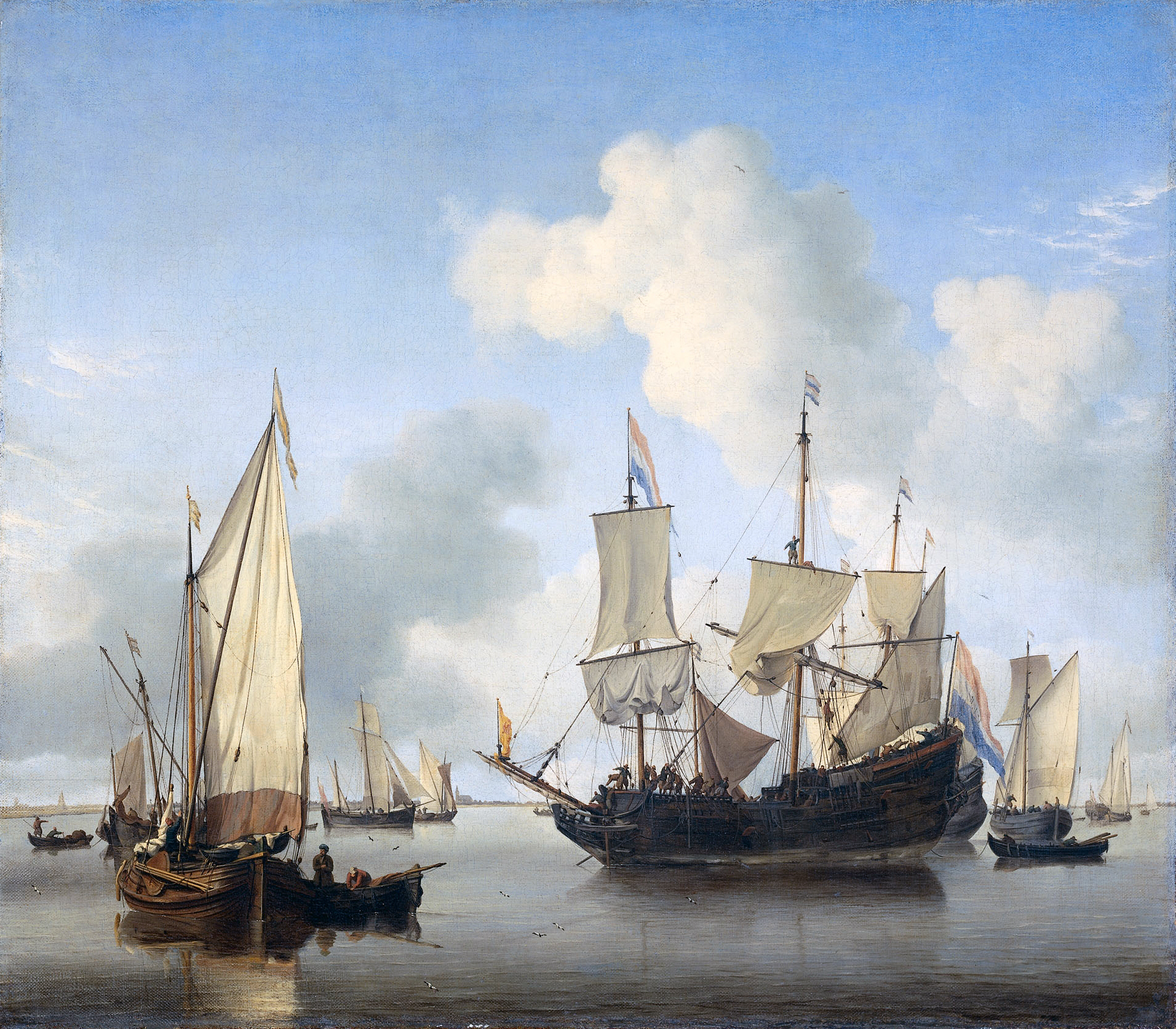
Schepen onder de kust voor anker, ca. 1660, Rijksmuseum, Amsterdam
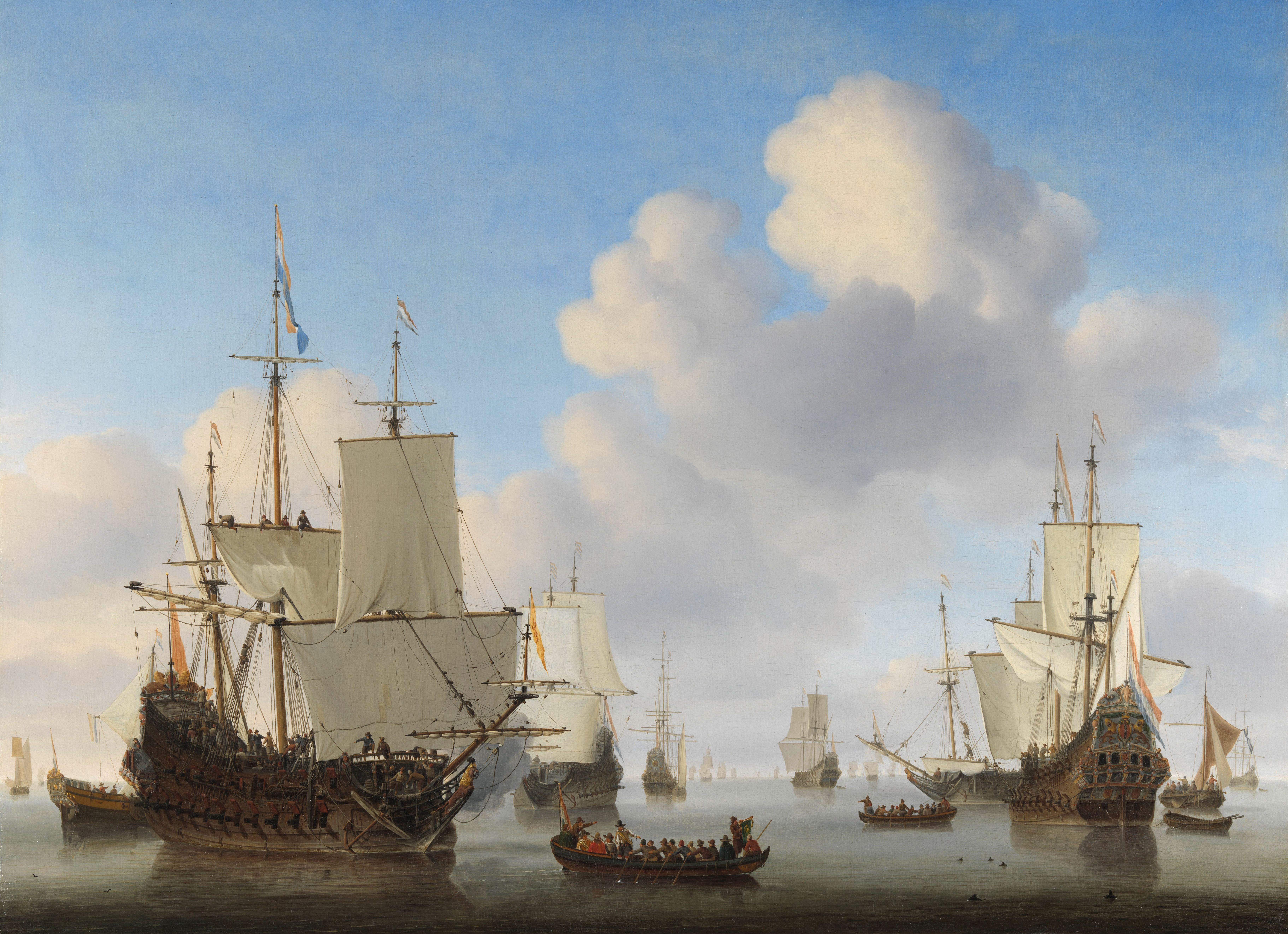
Hollandse schepen op een kalme zee, ca. 1665, Rijksmuseum, Amsterdam
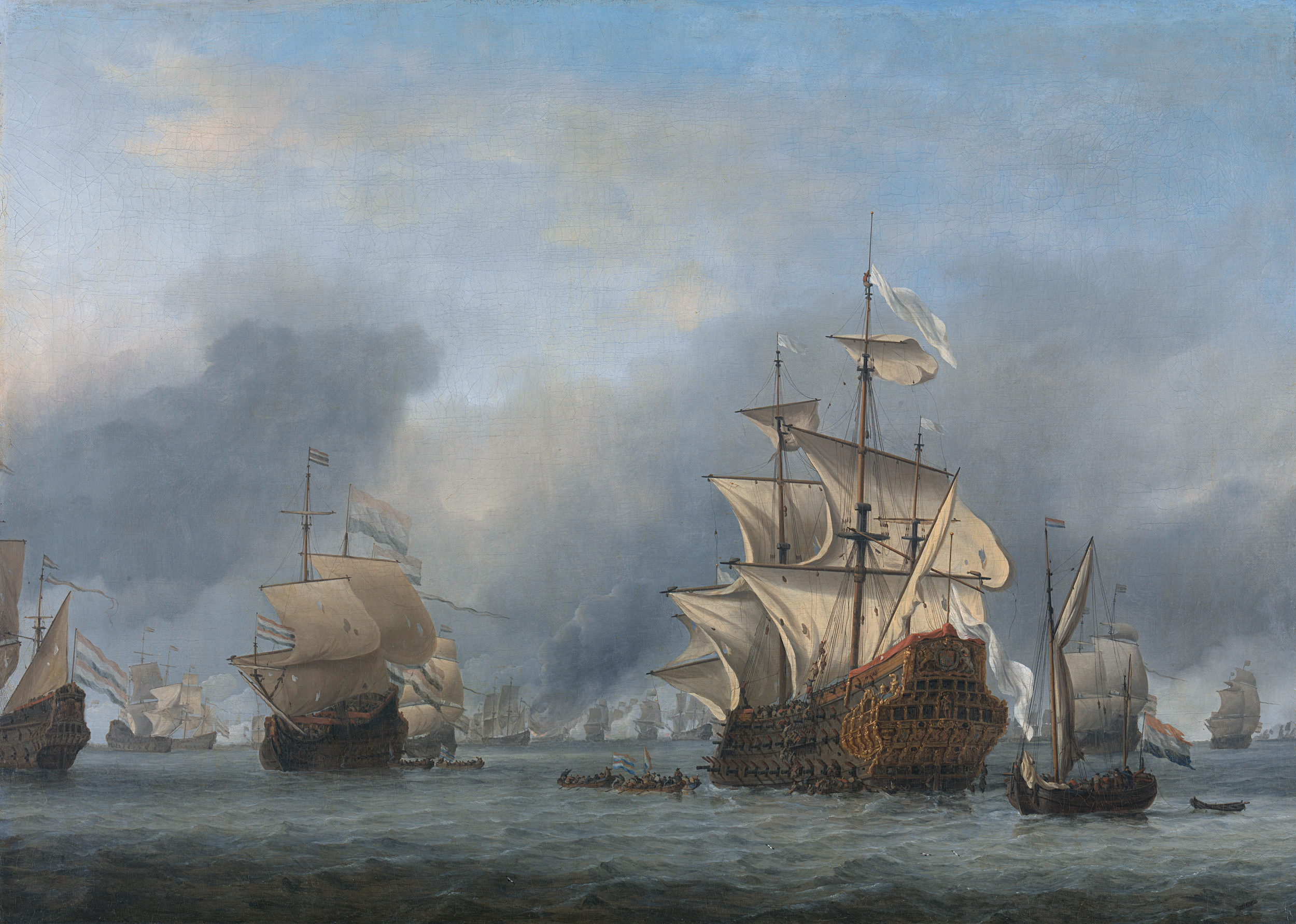
De verovering van de Royal Prince, 13 juni 1666, ca. 1667, Rijksmuseum, Amsterdam